# Guignardia aleuritis
Guignardia aleuritis är en svampart som först beskrevs av Vassiljevsky, och fick sitt nu gällande namn av Aa 1973. Guignardia aleuritis ingår i släktet Guignardia och familjen Botryosphaeriaceae.   Inga underarter finns listade i Catalogue of Life.